# Pleißlingbach
Der Pleißlingbach (die Pleißling) ist ein rechter Nebenfluss der Enns im Bundesland Salzburg in Österreich.

## Verlauf
Der Pleißlingbach entspringt in den Radstädter Tauern nördlich vom Taferlnock auf der Pleißlingalm. Er fließt in nordwestlicher Richtung, bis er bei Ennslehen in die Enns mündet. Sein gesamtes Einzugsgebiet liegt in der Gemeinde Flachau. 

## Nebenbäche
Das Einzugsgebiet des Pleißlingbachs umfasst 49,01 Quadratkilometer. Der wichtigste Nebenbach ist der Marbach. Er mündet bei der Autobahn-Raststation Tauernalm von links in den Pleißlingbach und hat ein Einzugsgebiet von 13,24 Quadratkilometern.

## Wandern
Im Einzugsgebiet des Pleißlingachs gibt es mehrere Wanderwege:
- Südwiener Hütte: Vom Flachauwinkl erreicht man durch die Unterpleißlingalm die Südwiener Hütte.[3]
- Mosermandl: Eine anspruchsvolle Tour ist die Wanderung vom Tal des Pleißlingbachs zum Mosermandl.[4]

## Verkehr
Durch das Tal des Pleißlingbachs verläuft die Tauern Autobahn A10. Hier befindet sich auch die Raststation Tauernalm.